# Sicyos mcvaughii
Sicyos mcvaughii är en gurkväxtart som beskrevs av Rodr.-arev., Lira och Calzada. Sicyos mcvaughii ingår i släktet hårgurkor, och familjen gurkväxter. Inga underarter finns listade i Catalogue of Life.